# Рыбацкое (станция)
Рыба́цкое — промежуточная железнодорожная станция третьего класса на линии Санкт-Петербург-Главный — Волховстрой в Невском районе Санкт-Петербурга, в одноимённом историческом районе. Пересадочная на станцию метро «Рыбацкое».
На станции одна боковая платформа и одна островная, соединяющиеся друг с другом надземным пешеходным мостом. Есть ещё одна островная (ныне недействующая; на неё ведет закрытый выход из подземного перехода к метро). Оборудована турникетами.

## История
Возведение станции началось при строительстве железной дороги Петербург — Вологда — Вятка, давшем Рыбацкому новый импульс развития. Строительство, начатое высочайшим повелением от 5 мая 1901 года, вёл инженер путей сообщения статский советник В. А. Саханский.
Возведением деревянных сооружений разъезда в Рыбацком — пассажирской платформы, пассажирского здания с залами ожидания I, II и III классов и жилым помещением, сарая, ледника, помойной ямы и отхожего места — руководил техник-строитель Ф. Ф. Гарнич-Гарницкий, державший в селении Фарфорового завода строительную фирму «Производство строительных работ». Все работы он закончил, как и предполагалось по договору, 1 августа 1905 года. Очевидно, к этому же времени была построена кирпичная водонапорная башня. В 1910 году разъезд преобразовали в полустанок, а в 1912 году — в станцию с мощным развитием станционных путей, загружаемых продукцией Обуховского завода.
В годы Великой Отечественной войны станция Рыбацкое входила в зону действия дивизиона бронепоездов, базировавшегося на станции Обухово и обеспечивавшего во взаимодействии с кораблями Балтийского флота контрбатарейную борьбу.
В 1964 году в составе участка Ленинград-Сортировочный-Московский (парк Обухово) — Мга была произведена электрификация станции постоянным током, напряжением 3,3 кВ.
Для обеспечения возрастающего грузооборота Большого порта Петербурга в 2001—2005 годах на станции реконструировали железнодорожные пути и объекты инженерной инфраструктуры. В 2006 году здесь открыли новый пешеходный мост, а в 2009-м — первую очередь многофункционального вокзального комплекса.

## Путевое развитие

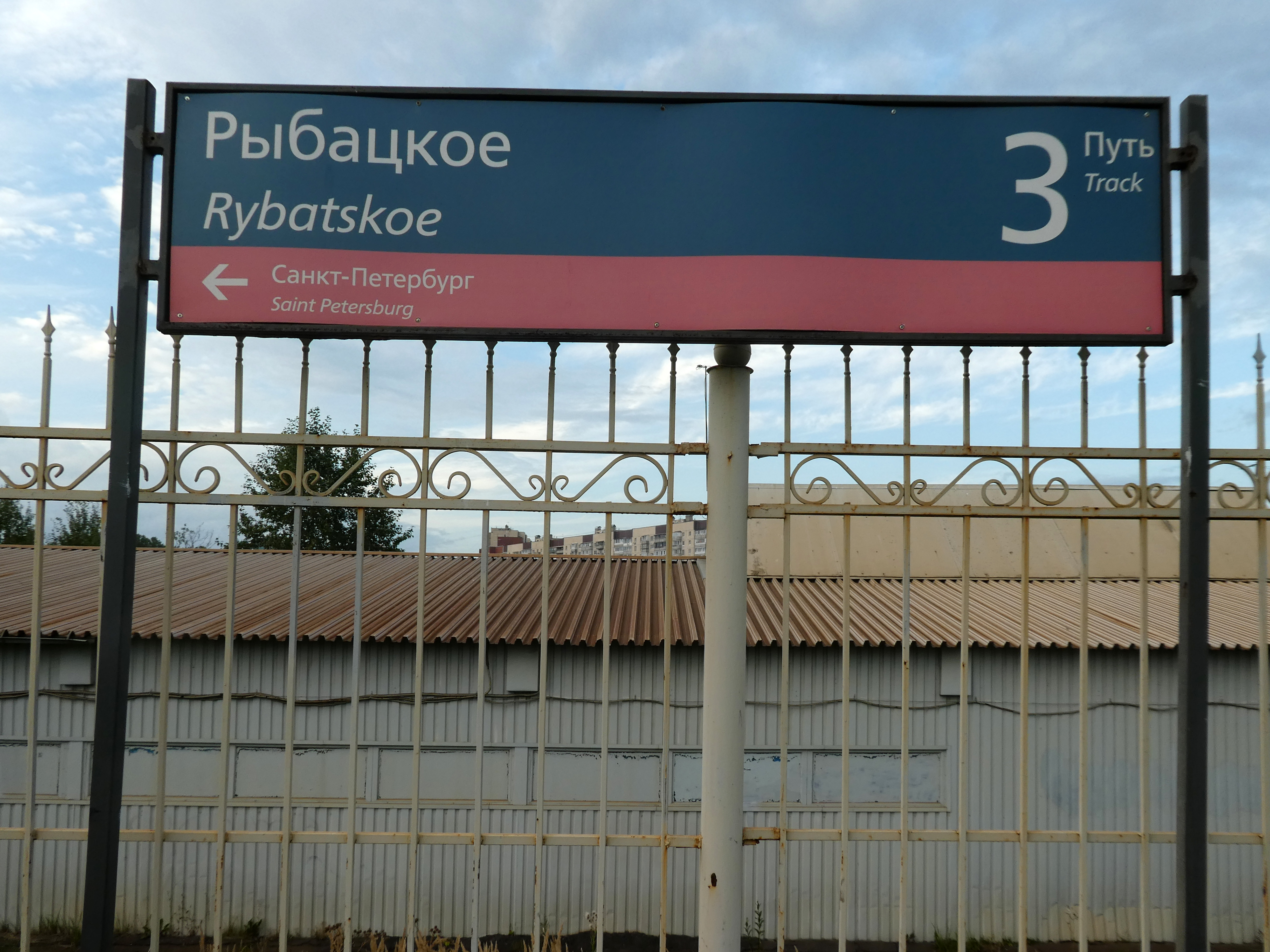
Табличка с названием

Однопутный перегон до станции Купчинская (начало грузовой «южной портовой ветви»), четырёхпутный перегон до станции Санкт-Петербург-Сортировочный-Московский (два до парка Обухово, два до второго парка), четырёхпутный перегон до станции Ижоры. Ранее существовал однопутный перегон до станции Славянка, который сейчас не используется и функционирует как подъездной путь. Также существует соединительная ветвь в электродепо метрополитена «Невское» (путь в Славянку идёт по путепроводу над депо) и три подъездных пути к промышленным предприятиям.
Всего на станции 23 пути, из которых 4 главные, 5 приёмо-отправочные. Остальные используются в маневровой работе.

## Особенности работы
Передача поездов на Санкт-Петербург — Витебский регион (Купчинская), стык нескольких диспетчерских участков.
Некоторые предприятия обслуживаются ППЖТ. Остальные, имеющие собственный локомотив, обслуживаются маневровым тепловозом, приписанным к станции. Маневровый тепловоз также обслуживает станцию Ижоры.